# Trichonotus filamentosus
Trichonotus filamentosus är en fiskart som först beskrevs av Steindachner, 1867.  Trichonotus filamentosus ingår i släktet Trichonotus och familjen Trichonotidae. Inga underarter finns listade i Catalogue of Life.